# Pavonia rubra
Pavonia rubra är en malvaväxtart som beskrevs av Antonio Krapovickas och Cristobal. Pavonia rubra ingår i släktet påfågelsmalvor, och familjen malvaväxter. Inga underarter finns listade i Catalogue of Life.